# Patrick Kane
Patrick Kane (Buffalo, 19 novembre 1988) è un hockeista su ghiaccio statunitense professionista, che gioca nel ruolo di ala nei Detroit Red Wings.

## Carriera
È stato la prima scelta assoluta dell'Entry Draft 2007 scelto dai Chicago Blackhawks e dalla stagione 2007-08 gioca nella National Hockey League con la squadra dell'Illinois.
Nel 2010 Patrick ha vinto la Stanley Cup con i Chicago Blackhawks segnando il gol-vittoria nell'overtime di gara-6, che ha dato ai suoi la Coppa, a scapito dei Philadelphia Flyers. Nel 2013 ha bissato questo successo, quando i Blackhawks hanno battuto, in 6 gare, i Boston Bruins nella serie finale; grazie anche ai 19 punti messi a segno nei playoff (10 gol e 9 assist) ha vinto il Conn Smythe Trophy come miglior giocatore del post-season. Kane ha vinto l'Hart Memorial Trophy come miglior giocatore e l'Art Ross Trophy come miglior realizzatore nella stagione 2015-16, guidando la classifica con 106 punti (46 goal, 60 assist). È stato il primo giocatore nato negli Stati Uniti ad aggiudicarsi tali premi dalla loro istituzione. Nel 2017 è stato inserito nella classifica dei 100 migliori giocatori della NHL. Il 19 gennaio 2020, Patrick Kane è diventato il più giovane giocatore statunitense a realizzare 1.000 punti durante la regular season.
Il 28 febbraio 2023, dopo 15 anni di militanza nei Blackhawks è passato ai Rangers.

## Palmarès

### Club
- Stanley Cup: 3

 Chicago Blackhawks: 2009-2010, 2012-2013, 2014-2015

### Individuale
- Calder Memorial Trophy

2007-2008
- Conn Smythe Trophy

2013
- Hart Memorial Trophy

2015-2016
- Art Ross Trophy

2015-2016